# Shelbyville, Illinois
Shelbyville este un oraș din statul Illinois, din Statele Unite ale Americii. Shelbyville este parte a unuia din cele 24 de districte civile ale comitatului și sediul comitatului cvasi-omonim, Shelby, în care se găsește.

## Geografie
Shelbyville se găsește la coordonatele 39°24′29″N 88°47′59″V / 39.40806°N 88.79972°V (39.408142, -88.799730). GR1
Conform datelor furnizate de United States Census Bureau, la data de 1 aprilie 2010, data efectuarii Census 2000, localitatea avea o suprafață de circa 10,382 km2 (sau 4.01 sqmi), dintre care 9,915 km 2 (sau 3.82 sqmi, ori 95.51%) este uscat și restul de 0,467 km 2 (sau 0.19 sqmi, ori 4.74%) este apă.